# All Time Low (Jon Bellion)
All Time Low is een nummer van de Amerikaanse zanger Jon Bellion uit 2017. Het is de eerste single van zijn debuutalbum The Human Condition.
"All Time Low" beschrijft volgens Bellion het zware en emotionele gevoel drie dagen na een scheiding. Het nummer werd in veel landen een hit. Het haalde de 16e positie in de Amerikaanse Billboard Hot 100. In zowel Nederland als Vlaanderen haalde het nummer de 7e positie in de Tipparade.